# ATCvet code QN51
ATCvet code QN51 فراورده‌های مخصوص اتانازی جانوران زیرگروهی درمانی از سیستم طبقه‌بندی شیمیایی درمانی آناتومیک برای محصولات دامپزشکی است. این سیستمِ متشکل از کدهای حرفی‌عددی را سازمان جهانی بهداشت برای طبقه‌بندی داروها و سایر تولیدات پزشکی در حوزهٔ دامپزشکی ایجاد کرده است. زیرگروه QN51 جزوی از گروه آناتومیک QN دستگاه اعصاب است.
ممکن است نسخه‌های ملی از طبقه‌بندی ATC حاوی کدهای اضافه‌ای باشند که در این فهرست (نسخهٔ سازمان جهانی بهداشت) نیامده باشند.

## QN51A فراورده‌های مخصوص اتانازی جانوران

### QN51AA Barbiturates
QN51AA01 Pentobarbital
QN51AA02 Secobarbital
QN51AA30 Combinations of barbiturates
QN51AA51 Pentobarbital, combinations
QN51AA52 Secobarbital, combinations

### QN51AX سایر فراورده‌های مخصوص اتانازی جانوران
QN51AA50 Combinations